# Leptogaster levis
Leptogaster levis är en tvåvingeart som beskrevs av Wulp 1872. Leptogaster levis ingår i släktet Leptogaster och familjen rovflugor. Inga underarter finns listade i Catalogue of Life.